# Chuàn

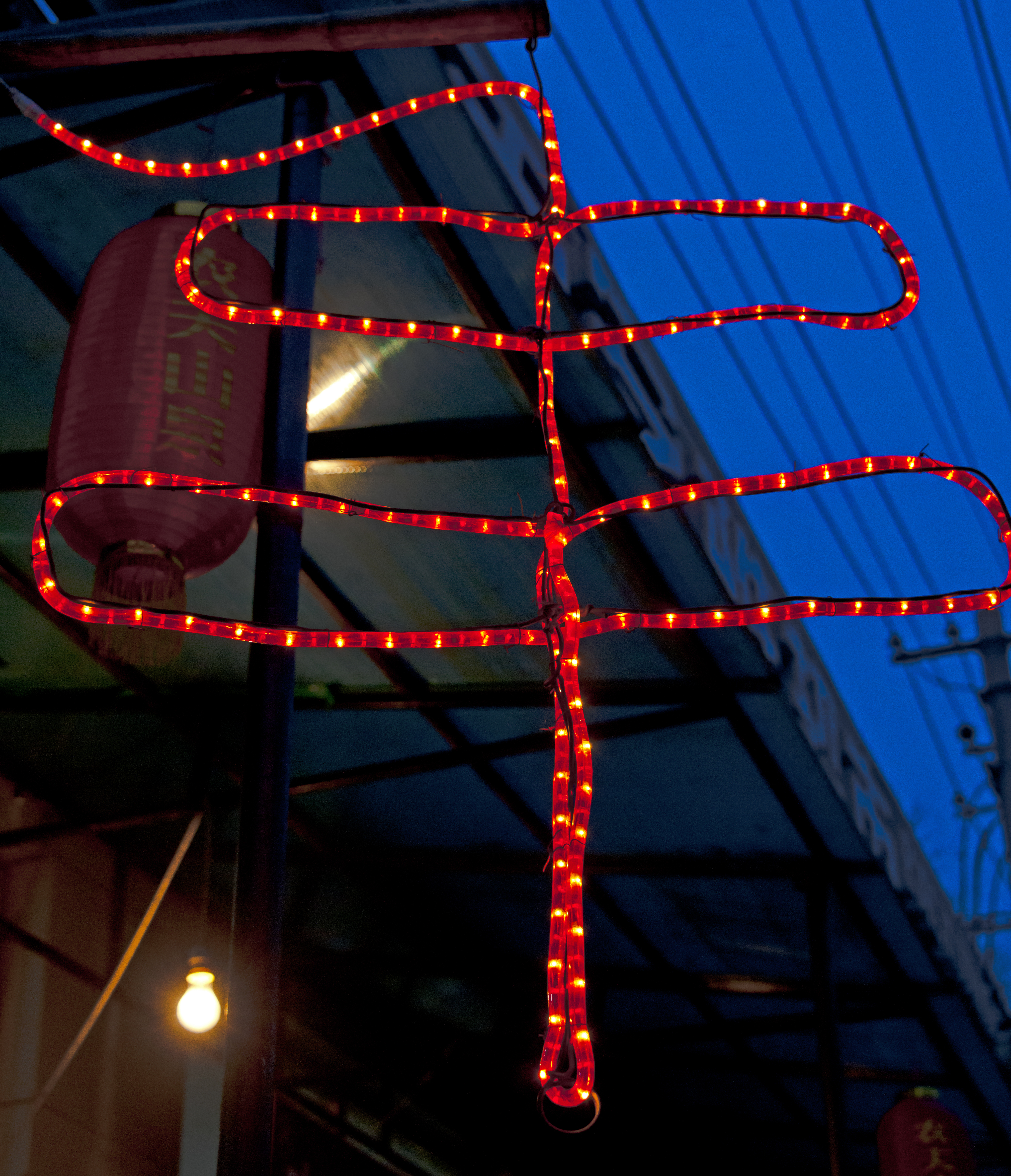
Senyal lluminós en forma del caràcter xinès per chuàn, 串, per tal d'anunciar-ne la venda.

Els chuàn (xinès tradicional i simplificat: 串, pinyin: chuàn, xiao'erjing: چُوًا, dungan: Чўан; uigur: كاۋاپ), a vegades també anomenat chuàn'r (xinès tradicional i simplificat: 串儿, pinyin: chuàn'r) és un plat de la gastronomia xinesa a base de petites peces de carn rostides en una broqueta i assaonades amb diverses espècies. Els chuàn provenen de la regió xinesa de Xinjiang però actualment es poden trobar arreu del país com a menjar de carrer, especialment a Pequín, Tianjin, Jinan i Jilin. És considerat un producte de la cuina islàmica a la Xina dels uigurs i altres comunitats musulmanes de la Xina.

## Preparació
La carn es punxa quan encara és crua en una broqueta i es posa a rostir (tradicionalment sobre un foc de carbó, tot i que actualment es cuina sovint també sobre foc elèctric). A Pequín és freqüent fregir les broquetes en una paella.
Un cop rostida la carn, s'assaona amb espècies que poden variar segons la regió i la recepta, tot i que usualment es tracta d'un assaonament en pols picant fet a base de comí, bitxo, sal i sèsam o oli de sèsam. El tipus de chuàn més habitual és el de xai (xinès tradicional i simplificat: 羊肉串, pinyin: yáng ròu chuàn) tot i que se'n pot trobar també de pollastre, porc, vedella, marisc, verdures, bolets i fins i tot de pa (chuàn de mantou).

## Controvèrsia

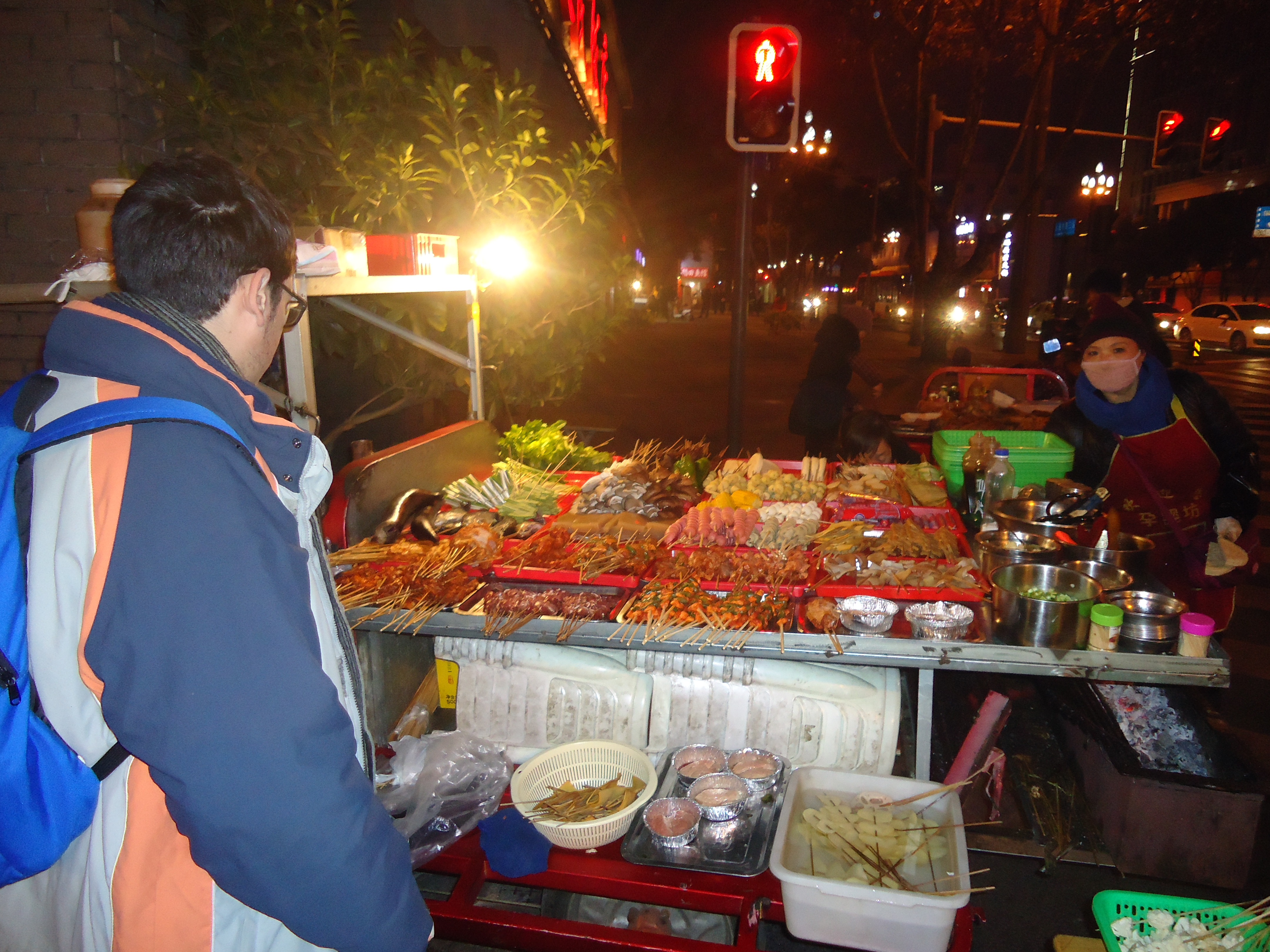
Home comprant chuàn a la ciutat xinesa de Chengdu.

En un intent per reduir la pol·lució a Pequín, les autoritats xineses prohibiren la proliferació de paradetes al carrer per la venda de chuàn. De fet, la Acadèmia Xinesa de les Ciències va calcular que sobre un 13% de la contaminació de la ciutat provenia de la cuina feta al carrer. La major part de l'oposició a la prohibició provingué no pas dels venedors sinó dels consumidors. Això es deu al fet que la preparació de chuàn al carrer ja és una tradició a Pequín, i famílies i colles d'amics es reuneixen per consumir aquest plat plegats als carrers de la ciutat, sobretot a l'estiu.